# Cantonul Chevillon
Cantonul Chevillon este un canton din arondismentul Saint-Dizier, departamentul Haute-Marne, regiunea Champagne-Ardenne, Franța.

## Comune
| Comune               | Populație (1999) | Cod poștal | Cod INSEE |
| -------------------- | ---------------- | ---------- | --------- |
| Chevillon            | 1 455            | 52170      | 52123     |
| Eurville-Bienville   | 2 083            | 52410      | 52194     |
| Fontaines-sur-Marne  | 126              | 52170      | 52203     |
| Bayard-sur-Marne     | 1 518            | 52170      | 52265     |
| Maizières            | 168              | 52300      | 52302     |
| Narcy                | 249              | 52170      | 52347     |
| Osne-le-Val          | 303              | 52300      | 52370     |
| Rachecourt-sur-Marne | 760              | 52170      | 52414     |